# ایستگاه راه آهن تنگ پنج
ایستگاه راه آهن تنگ پنج در دهستان تنگ هفت ،  بخش پاپی ، شهرستان خرم آباد در استان لرستان است. فاصلهٔ این ایستگاه  تا تهران ۵۷۰ کیلومتر می‌باشد.

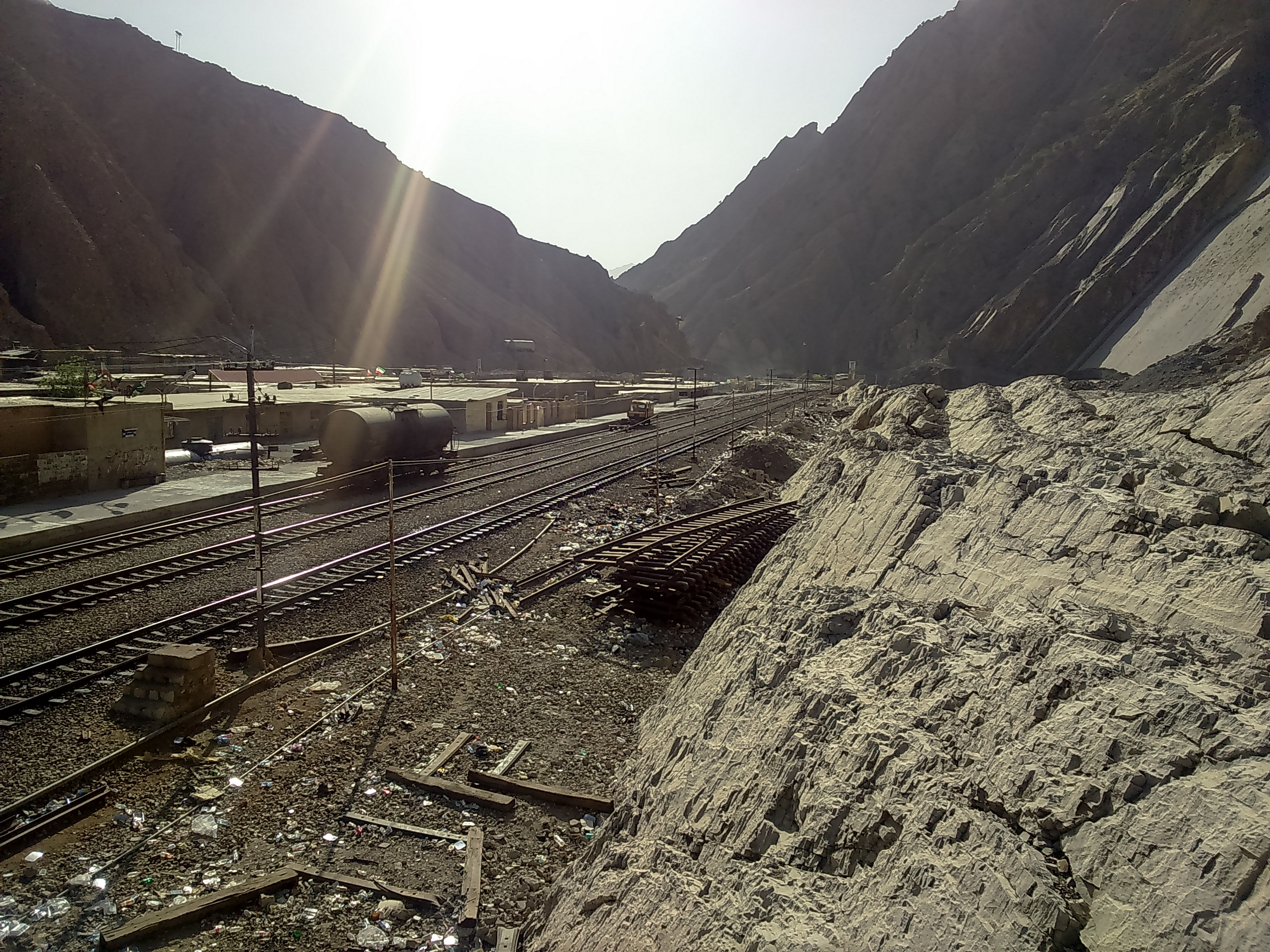
غروب زیبای ایستگاه تنگ پنج

## بازسازی بعد از ۷۰ سال!
خط بلاک ایستگاه تنگ پنج به تله زنگ و تنگ پنج به تنگ هفت به علت کوهستانی بودن و صعب العبور و گذر از میان رشته کوه‌های زاگرس بعد از گذشت هفتاد سال همچنان قدیمی بوده و جزو فرسوده‌ترین مسیرهای راه آهن ایران محسوب می‌شد. پس از گذشت هفتاد سال عملیات بازسازی این بلاک در ابتدای سال ۱۳۹۶ شروع و در اواخر سال ۱۳۹۶ به پایان رسید.

## اهمیت
احداث سد بختیاری لرستان در نزدیکی این ایستگاه بر اهمیت آن افزوده‌است به علت صعب العبور بودن مسیر و گذر از دل کوه‌های زاگرس، تنها وسیلهٔ حمل و نقل قطار می‌باشد که تمام عملیات بارگیری، جا به جایی تجهیزات و… توسط راه آهن و پرسنل این ایستگاه انجام می‌پذیرد.

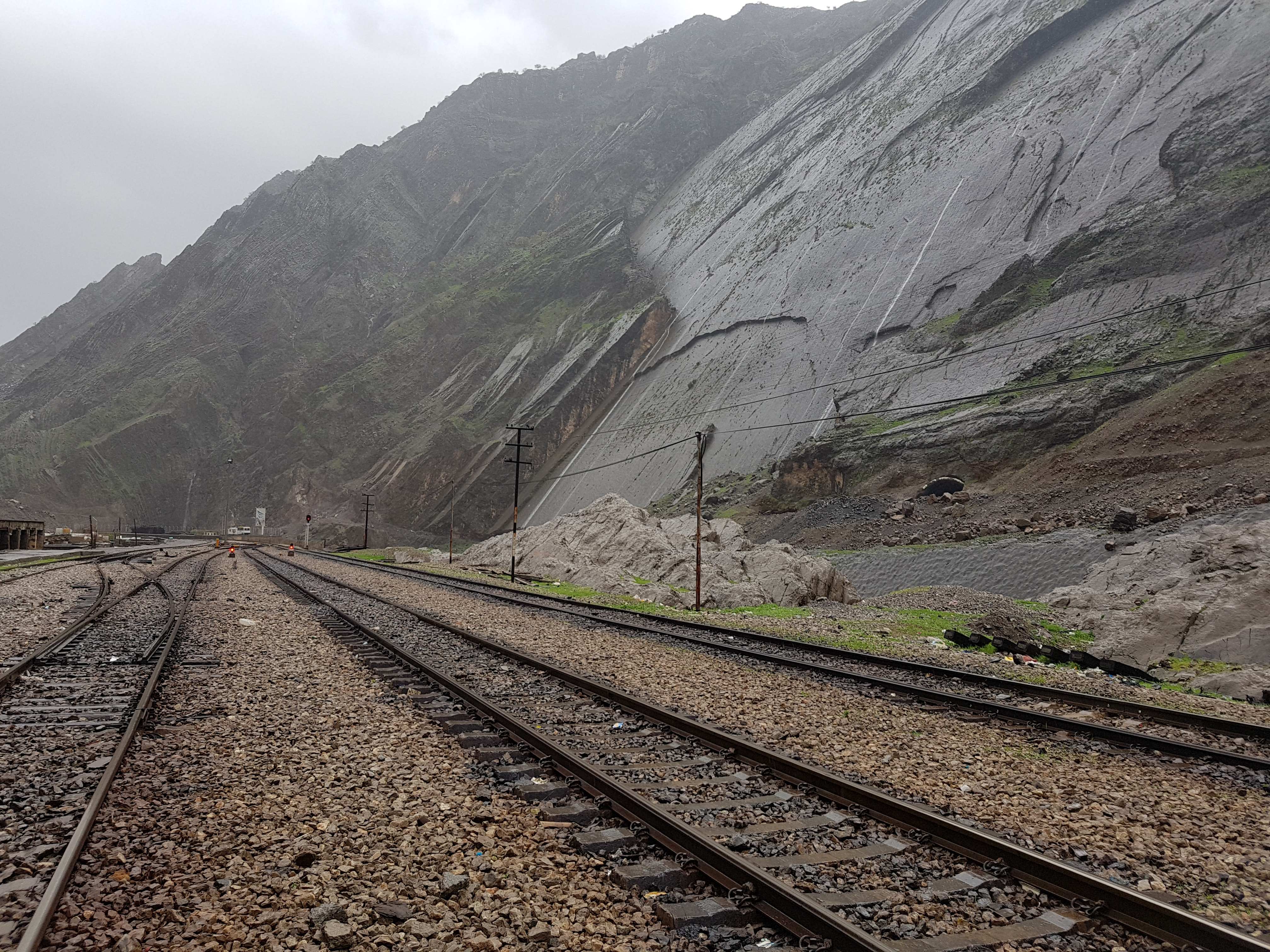
ریل راه آهن در مجاورت با طبیعت در ایستگاه راه آهن تنگ پنج

## جاذبه‌های گردشگری
مجاورت ایستگاه با کوه‌های زاگرس و فراهم شدن محیطی مناسب برای کوه‌نوردی و همچنین صخره‌نوردی و وجود دو رودخانه سزار و بختیاری در نزدیکی ایستگاه و طبیعت بکر منطقه و وجود آثار قدیمی و به جا مانده از زمان احداث راه آهن در این منطقه از جاذبه‌های گردشگری این منطقه می‌باشد.